# 청주 체화당사 및 사적비
청주 체화당사 및 사적비(淸原 棣華堂祠 및 事蹟碑)는 충청북도 청주시 상당구 남일면 신송리에 있는, 조선시대 선조 때 선비인 교하 노씨의 4형제 노계원·노준원·노종원·노일원의 위폐를 모신 사당이다. 1987년 3월 31일 충청북도의 기념물 제73호로 지정되었다.

## 개요
체화당사는 조선 중기 선조 때 선비인 교하 노씨의 4형제 노계원·노준원·노종원·노일원의 위폐를 모신 사당이다.
『증보문헌비고』의 기록에 따르면 영의정(지금의 국무총리) 유성룡(1542∼1607)이 이들 4형제의 남다른 우애와 효성이 지극한 것을 보고 선조에게 말씀드리니 선조가 친히 체화당이란 글씨를 써서 그 집에 걸도록 하였다.
숙종 27년(1701)에 후손들이 남일면 가산리에 사당을 세우고 체화당사라고 이름하였으나 고종 때 철폐되었다. 그 뒤 1967년에 후손들이 지금 있는 자리에 사당을 다시 짓고 사적비도 옮겨 놓았다.
건물 규모는 앞면 3칸·옆면 2칸이며, 지붕은 옆면에서 볼 때 여덟 팔(八)자 모양인 팔작지붕이다. 사당 앞에는 이우겸이 짓고 성영이 써서 숙종 45년(1719)에 세운 체화당사적비가 있다.

## 참고 문헌
- 청주 체화당사 및 사적비 - 국가유산청 국가유산포털